# برون (فردوس)
روستای برون، مرکز دهستان برون از توابع بخش اسلامیه شهرستان فردوس است.
این روستا، بر اساس سرشماری سال ۱۳۹۵، ۶۴۴ نفر جمعیت داشته که نسبت به سرشماری ۱۰ سال قبل (۷۱۷ نفر در سال ۱۳۸۵)، سالانه حدود ۱ درصد کاهش داشته‌است.

## موقعیت
روستای برون در فاصله ۲۰ کیلومتری شمال شهر فردوس واقع بوده و مردمش به گویش تونی صحبت می‌کنند.
آبگرم معدنی فردوس در فاصله چند کیلومتری این روستا قرار دارد.

## آثار تاریخی
- مسجد حاج عبدالله
- آب انبار برون
- سرای زنده دلان
- محوطه تاریخی چاه پخو